# Мембранний потенціал спокою

Участь натрій-калієвої АТФази, калієвих та натрієвих каналів у формуванні мембранного потенціалу спокою

Мембра́нний потенціа́л споко́ю (МПС) — це різниця потенціалів між зовнішньою та внутрішньою сторонами мембрани в умовах, коли клітина не збуджена. Цитоплазма клітини заряджена негативно до позаклітинної рідини через нерівномірний розподіл аніонів та катіонів по дві сторони мембрани. Різниця потенціалів (напруга) для різних клітин має значення від -200 до −50 мВ (мінус означає, що всередині клітина більш негативно заряджена, ніж зовні). Мембранний потенціал спокою виникає на мембранах всіх клітин – збудливих (нервів, м'язів, секреторних клітин) і незбудливих.
МПС необхідний для підтримання збудливості таких клітин, як м'язові та нервової. Також він впливає на транспорт всіх заряджених частинок у будь-якому типі клітин: він сприяє пасивному транспорту аніонів із клітини та катіонів у клітину.
Утворення та підтримання мембранного потенціалу забезпечують різні типи іонних насосів (зокрема натрій-калієвий насос або натрій-калієва АТФаза) та іонних каналів (калієві, натрієві, хлорні іонні канали).

## Реєстрація потенціалу спокою

Реєстрація мембранного потенціалу спокою. На малюнку зліва мікроелектрод не введений у клітину і різниця потенціалів рівна нулю. При введенні електрода в клітину реєструється напруга у приблизно −70 мВ

Для реєстрації потенціалу спокою використовують спеціальну мікроелектродну техніку. Мікроелектрод — це тоненька скляна трубочка, із витягнутим кінцем, діаметром менше 1 мкм, заповнена розчином електроліту (найчастіше хлориду калію). Рефернтним електродом слугує срібна хлорована пластинка, розміщена у позаклітинному просторі, обидва електроди під'єднані до осцилографа. Спочатку обидва електроди знаходяться у позаклітинному просторі і різниця потенціалів між ними відсутня, якщо ввести реєструючий мікроелектрод через мембрану у клітину, то осцилограф покаже стрибкоподібне зміщення потенціалу приблизно до −80 мВ. Цей зсув потенціалу називають мембранним потенціалом спокою.

## Формування потенціалу спокою

Концентрації іонів K^{+}, Na^{+}, Cl^{-} та органічних аніонів всередині та зовні клітини

До виникнення мембранного потенціалу спокою призводять два фактори: по-перше, концентрації різних іонів відрізняються зовні та всередині клітини, по-друге мембрана є напівпроникною: одні іони можуть через неї проникати, інші — ні. Обидва ці явища залежать від наявності у мембрані спеціальних білків: концентраційні градієнти створюють іонні насоси, а проникність мембрани для іонів забезпечують іонні канали.
Найважливішу роль у формуванні мембранного потенціалу відіграють іони калію, натрію та хлору. Концентрації цих іонів відрізняюються по дві сторони мембрани. Для нейрона ссавців концентрація K+ становить 140 мМ всередині клітини і тільки 5мМ ззовні, градієнт концентрації Na+ майже протилежний — 150 мМ зовні та 15 мМ всередині. Такий розподіл іонів підтримується натрій-калієвим насосом у плазматичній мембрані — білком що використовує енергію АТФ для закачування K+ у клітину і викачування Na+ із неї. Також існує концентраційний градієнт і для інших іонів, наприклад, хлорид аніона Cl-.
Концентраційні градієнти катіонів калію та натрію — це хімічна форма потенційної енергії. У перетворенні цієї енергії в електричну беруть участь іонні канали — пори, що формуються скупченнями спеціальних трансмембранних білків. Коли іони дифундують крізь канал, вони переносять одиницю електричного заряду. Будь-який сумарний рух позитивних або негативних іонів через мембрану буде створювати напругу, або різницю потенціалів по дві сторони мембрани.
Іонні канали, що беруть участь в утовренні МПС мають вибіркову проникність, тобто дають можливість проникати тільки певному типу іонів. В мембрані нейрона у стані спокою відкриті калієві канали (ті, що в основному пропускають тільки калій), більшість натрієвих каналів — закриті. Дифузія іонів K+ через калієві канали є вирішальною для створення мембранного потенціалу. Через те, що концентрація K+ значно вища всередині клітини, хімічний градієнт сприяє відтоку цих катіонів з клітини, тому в цитоплазмі починають переважати аніони, які не можуть проходити через калієві канали.
Відтік іонів калію із клітини обмежений самим мембранним потенціалом, оскільки при певному його рівні накопичення негативних зарядів у цитоплазмі буде обмежувати рух катіонів поза межі клітини. Таким чином, головним фактором у виникненні МПС є розподіл іонів калію під дією електричного та хімічного потенціалів.

## Рівноважний потенціал

Встановлення рівноважного калієвого потенціалу

Встановлення рівноважного натрієвого потенціалу

Для того, щоб визначити вплив руху певного іона через напівпроникну мембрану на формування мембранного потенціалу, будують модельні системи. Така модельна система складається із посудини поділеної на дві комірки штучною напівпроникною мембраною, в яку вбудовані іонні канали. У кожну комірку можна занурити електрод і поміряти різницю потенціалів.
Розглянемо випадок, коли штучна мембрана проникна тільки для калію. По дві сторони мембрани модельної системи створюють градієнт концентрації аналогічний до такого у нейроні: у комірку, що відповідає цитоплазмі (внутрішня комірка), поміщають 140 мМ розчин хлориду калію (KCl), у комірку, що відповідає міжклітинній рідині (зовнішня комірка) — 5 мМ розчин KCl. Іони калію будуть дифундувати через мембрану у зовнішню комірку по градієнту концентрації. Та, оскільки аніони Cl- проникати через мембрану не можуть у внутрішній комірці виникатиме надлишок негативного заряду, який перешкоджатиме подальшому відтоку катіонів. Коли такі модельні нейрони досягнуть стану рівноваги, дія хімічного та електричного потенціалу буде збалансована, жодної сумарної дифузії К+ не буде спостерігатись. Значення мембранного потенціалу, що виинкає за таких умов, називається рівноважним потенціалом для певного іона (Еіон). Рівноважний потенціал для калію становить приблизно −90 мВ.
Аналогічний дослід можна провести і для натрію, встановивши між комірками мембрану проникну тільки для цього катіона, і помістивши у зовнішню комірку розчин хлориду натрію із концентрацією 150 мМ, а у внутрішню — 15 мМ. Натрій буде рухатись у внутрішню комірку, рівоноважний потенціал для нього становитиме приблизно +62 мВ.
Кількість іонів, що повинна дифундувати для генерації електричного потенціалу дуже невелика (приблизно 10−12 моль К+ на 1 см2 мембрани), цей факт має два важливі наслідки. По-перше, це означає, що концентрації іонів, які можуть проникати через мембрану, залишаються стабільними зовні і всередині клітини, навіть після того як їхній рух забезпечив утоврення електричного потенціалу. По-друге, мізерні потоки іонів через мембрану, потрібні для встановлення потенціалу, не порушують електронейтральності цитоплазми та позаклітинної рідини в цілому, розподіл зарядів відбувається тільки в ділянці, що безпосередньо прилягає до плазматичної мембрани.

## Рівняння Нернста
Рівноважний потенціал для певного іона, наприклад для калію, можна обрахувати за рівнянням Нернста, що має такий вигляд:
{\displaystyle E_{eq,K^{+}}={\frac {RT}{zF}}\ln {\frac {[K^{+}]_{o}}{[K^{+}]_{i}}},},
де R — універсальна газова стала, Т — абслоютна температура (по шкалі Кельвіна), z — заряд іона, F — число Фарадея, [K+]o, [K+]i — концентрація калію зовні та всередині клітини відповідно. Оскільки описані процеси відбуваються за температури тіла — 310° К, а десятковими логарифмами в обчисленні користуватись легше ніж натуральними, це рівняння перетворюють таким чином:
{\displaystyle E_{eq,K^{+}}=61.54mV\lg {\frac {[K^{+}]_{o}}{[K^{+}]_{i}}},}
Підставляючи концентрації К+ у рівняння Нернста отримуємо рівноважний потенціал для калію, що становить −90 мВ. Оскільки за нульовий потенціал приймається зовнішня сторона мембрани, то знак мінус означає, що за умов рівноважного калієвого потенціалу внутрішня сторна мембрани порівняно більш електронегативна. Аналогічні обрахунки можна провести і для рівноважного натієвого потенціалу, він становить +62 мВ.

## Рівняння Голдмана
Хоча рівноважний потенціал для іонів калію становить −90 мВ, МПС нейрона дещо менш негативний. Ця різниця відображає незначне але постійне проходження іонів Na+ через мембрану у стані спокою. Оскільки концентраційний градієнт для натрію протилежний до такого для калію, Na+ рухається всередину клітини і зсуває сумарний заряд на внутрішній стороні мембрани у позитивну сторону. Насправді МПС нейрона становить від −60 до −80 мВ. Це значення значно ближче до ЕK ніж до ЕNa, тому що у стані спокою в нейроні відкрито багато калієвих каналів і дуже мало натрієвих. Також на встанвлення МПС впливає рух іонів хлору.
У 1943 році Девід Голдаман запропонував вдосконалити рівняння Нернста так, щоб воно відображало вплив різних іонів на мембарнний потенціал, в цьому рівнянні враховується відносна проникність мембрани для кожного типу іонів:
{\displaystyle E_{m}={\frac {RT}{F}}\ln {\left({\frac {P_{Na^{+}}[Na^{+}]_{o}+P_{K^{+}}[K^{+}]_{o}+P_{Cl^{-}}[Cl^{-}]_{i}}{P_{Na^{+}}[Na^{+}]_{i}+P_{K^{+}}[K^{+}]_{i}+P_{Cl^{-}}[Cl^{-}]_{o}}}\right)}}
де R — універсальна газова стала, Т — абслоютна температура (по шкалі Кельвіна), z — заряд іона, F — число Фарадея, [іон]o, [іон]i — концентрації іонів зовні та всередині клітин, Р — відносна проникність мембрани для відповідного іона. Значення заряду в даному рівнянні не записується, але воно враховане — для хлору зовнішня і внутрішня концентрація поміняні місцями, так як його заряд −1.

## Значення мембранного потенціалу спокою для різних тканин
- Посмуговані м'язи −95 мВ;
- Гладенькі м'язи −50 мВ;
- Астроглія від −80 до −90 мВ;
- Нейрони −70 мВ.

## Роль натрій-калієвого насосу у формуванні МПС
Мембранний потенціал спокою може існувати тільки за умови нерівномірного розподілу іонів, що забезпечується функціонуванням натрій-калієвого насосу. Окрім того, цей білок робить також має електрогенні властовості — він переносить 3 катіони натрію в обмін на 2 іони калію, що рухаються всередину клітини. Таким чином, Na+-K+-АТФаза знижує МПС на 5-10 мВ. Пригнічення діяльності цього білка призводить до незначного (на 5-10 мВ) миттєвого підвищення мембранного потенціалу, після чого він ще деякий час існуватиме на досить стабільному рівні, поки будуть зберігатись градієнти концентрацій Na+ та K+. Згодом ці градієнти почнуть зменшуватись, внаслідок проникності мембрани до іонів, і через кілька десятків хвилин електричний потенціал на мембрані зникне.